# 基恩·图默
基恩·图默（Jean Toomer 1894年12月26日—1967年3月30日），原名南森·平奇巴克·图默（Nathan Pinchback Toomer）是一名美国诗人、小说家，哈莱姆文艺复兴重要人物，成名作为《甘蔗》（1923）。
他崇拜喬治·伊凡諾維奇·葛吉夫，1934年再婚后从纽约移居宾夕法尼亚州多伊尔斯敦，在那里成为宗教教友会成员，并从公众眼前销声匿迹。